# 薏苡皮特黑粉菌
薏苡皮特黑粉菌（学名：Franzpetrakia okudairae）是属于黑粉菌目黑粉菌科皮特黑粉菌属的一种真菌，寄生在薏苡上。该种分布于中国、日本。